# كنيسة السيدة العذراء (الصويرة)
السيدة العذراء هي كنيسة كاثوليكية تقع في الصويرة تتبع أبرشية الرباط.

## تاريخ
بنى كنيسة سيدة العذراء كهنة إسبان وكرسها المونسنيور هنري فييل عام 1936. يقع في المدينة الجديدة ويخلف الكنيسة البرتغالية القديمة الواقعة في المدينة القديمة التي كانت موجودة طوال القرن التاسع عشر خدمت الكنيسة المجتمع النشط للغاية من الدبلوماسيين والتجار الأوروبيين في جزيرة موغادور. تقع الكنيسة على بعد أقل من 200 متر من الشاطئ وكورنيش المدينة.